# Адамов Роман Станіславович
Роман Станіславович Адамов (рос. Роман Станиславович Адамов, нар. 21 червня 1982, Біла Калитва) — російський футболіст, нападник клубу «Вікторія» (Пльзень).

## Клубна кар'єра
У дорослому футболі дебютував 1999 року виступами за волгоградську «Олімпію»», в якій провів один сезон, взявши участь у 19 матчах чемпіонату, після чого на правах оренди перейшов в донецький «Шахтар», але грав лише за другу команду.

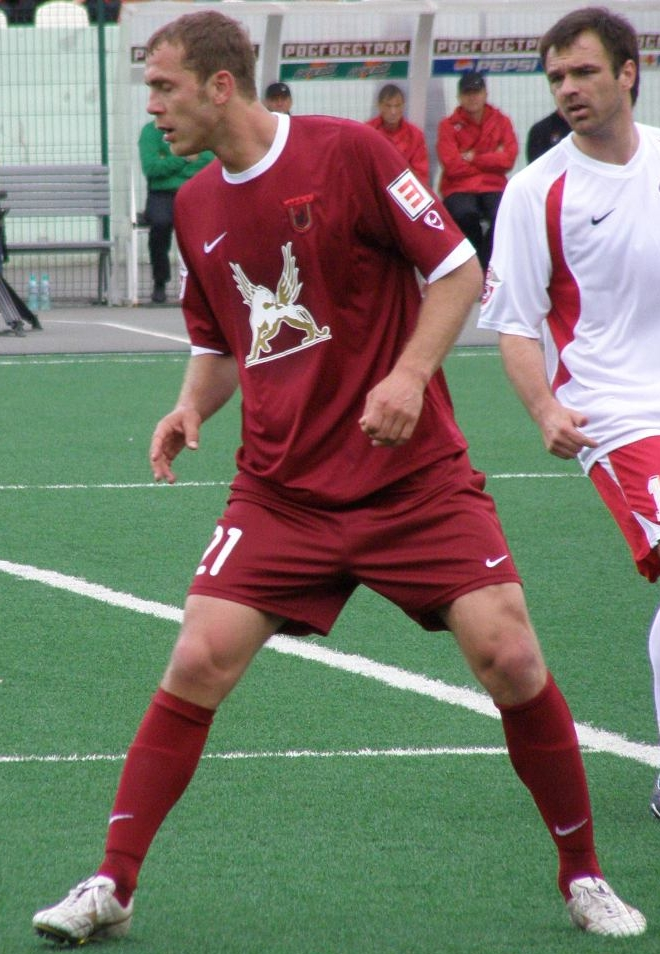
Роман Адамов під час виступів за «Рубін»

З 2001 по 2004 рік грав у складі «Ростова», після чого рік провів у «Тереку», ставши найкращим бомбардиром команди у сезоні.
Своєю грою за останню команду привернув увагу представників тренерського штабу «Москви», до складу якої приєднався в грудні 2005 року. Відіграв за московську команду наступні три сезони своєї ігрової кар'єри. Більшість часу, проведеного у складі «городян», був основним гравцем атакувальної ланки команди і одним з головних бомбардирів команди, маючи середню результативність на рівні 0,38 голу за гру першості, що допомогло футболісту у сезоні 2007 року стати разом з Романом Павлюченко найкращим бомбардиром чемпіонату Росії з 14 голами.
В червні 2008 року за 4,5 млн євро перейшов у «Рубін», з яким в тому ж сезоні став чемпіоном Росії, проте стати основним в складі казанців йому не вдалося і з літа 2009 року став виступати на правах оренди до кінця року за «Крила Рад» (Самара), а після завершення оренди — за «Ростов».
До складу чеського клубу «Вікторія» (Пльзень) приєднався 18 вересня 2012 року. Наразі встиг відіграти за пльзенську команду 2 матчі в національному чемпіонаті.

## Виступи за збірну
25 березня 2008 року дебютував в офіційних матчах у складі національної збірної Росії в товариській грі проти збірної Румунії (0:3). Влітку того ж року був включений до складу збірної на чемпіонаті Європи 2008 року в Австрії та Швейцарії, де зіграв в одному матчі. Після Євро більше жодного разу не викликався до лав збірної

## Титули і досягнення

### Командні
- Чемпіон Росії (1):

«Рубін»: 2008

### Особисті
- Найкращий бомбардир чемпіонату Росії: 2007 (14 голів)